# Gudrod Halfdansson
Gudrød Halfdansson (ca. 750 - 811?), bijgenaamd Gudrød de Jager, was de semilegendarische grootvader van koning Harald I van Noorwegen. Hij was een van de aanvoerders van de Vikingen in de Noorse regio Vestfold. Gudrød veroverde samen met zijn zoons de gebieden ten oosten van het huidige Oslo.
Gudrød Halfdansson werd genoemd in het epische gedicht Ynglingatal. Zijn levensverhaal wordt beschreven in de Heimskringla, hoewel dit hoogstwaarschijnlijk een (deels) fictief verhaal is.
Volgens de Heimskringla zou hij getrouwd zijn geweest met ene Alfhild. Na de dood van Alfhild vroeg hij Åsa Haraldsdotter van Agder ten huwelijk maar haar vader weigerde. Gudrød doodde Harald en zijn zoon Gyrd en nam Åsa tegen haar wil tot vrouw. Kort na de geboorte van hun zoon liet Åsa hem vermoorden door een van haar hovelingen. Åsa vluchtte met haar zoon terug naar haar familie.
Gudrød en Alfhild waren de ouders van Erik en Olaf Gudrodsson. Gudrød en Åsa waren de ouders van Halfdan de Zwarte, vader van koning Harald I.
Na Gudrøds dood werd zijn koninkrijk verdeeld door zijn zoons Olaf en Halfdan.